# 낮은 대로 임하소서
"낮은 대로 임하소서"는 1982년에 개봉한 대한민국의 영화이다.

## 줄거리
요한은 기독교 목사의 아들이다. 그는 아버지의 길을 따라 별다른 열정 없이 신학교에 입학했다가 중퇴한다. 카투사로 군 복무를 마친 후, 그는 미국 교육 센터에서 가르친다. 미국에서 교사직을 제안받자, 이사를 준비하며 서둘러 결혼한다. 그는 갑자기 시력을 잃고, 자살을 생각하기 시작한다. 대신 그는 종교적인 환영을 보고 목회에 전념하기로 결심하며, 시각장애인을 위한 교회를 연다.

## 캐스팅
- 이영호 : 안요한 역
- 강신성일 : 안진삼 역
- 나영희 : 강은경 역
- 안성기 : 송 선생 역
- 박정자 : 어머니 역
- 박재호 : 진용 역
- 천동석 : 방울이 역
- 복혜숙 : 할머니 역
- 김지영 : 장모 역
- 문태선 : 김 목사 역
- 김일우 : 맹인 역
- 조인선 : 환자 역
- 조주미 : 며느리 역
- 오영갑 : 오빠 역
- 최형근 : 의사 1 역
- 김우빈 : 의사 2 역
- 기주봉 : 친구 1 역
- 이미경 : 친구 2 역
- 권오연 : 친구 3 역
- 김인관 : 친구 4 역
- 김태형 : 친구 5 역
- 국정숙 : 학생 역
- 이정애 : 침술사 역
- 남수정 : 마담 역
- 나정옥 : 노파 1 역
- 김애라 : 노파 2 역
- 손전 : 행인 역
- 염필호 : 동료 역
- 김우석 : 건달 1 역
- 김달호 : 건달 2 역

## 수상
- 1982년 제21회 대종상
  - 문예부문작품상
  - 감독상 - 이장호
  - 미술상 - 김유준
  - 특별상주제가창부문 - 윤복희
- 1982년 제18회 백상예술대상
  - 영화부문 작품상
  - 영화부문 신인연기상 - 이영호
  - 영화부문 주제가상 - 윤복희